# Cinesite
Cinesite è una compagnia britannica, specializzata negli effetti speciali digitali con sede a Londra. 

## Storia

### Fondazione
Cinesite ha aperto i battenti a Los Angeles nel 1991 per contribuire al restauro digitale di Biancaneve e i sette nani (Snow White and the Seven Dwarfs) 
Il restauro è stato rilasciato nel 1993 e Cinesite ha aperto una divisione a Londra nel 1994. Inizialmente operava come ufficio di assistenza per il sistema di pellicole digitali Cineon della Kodak. 
Entrambe le sedi si sono poi evolute fino a diventare strutture complete per gli effetti visivi. 
Nel 2003, Kodak ha fuso la sede di Cinesite Hollywood in LaserPacific. 
Nel maggio 2012, Kodak ha venduto Cinesite a un investitore privato con sede nel Regno Unito.
L'attuale proprietà è costituita da una combinazione del team di gestione esistente e da investimenti privati.

### Crescita internazionale
Dopo che Cinesite è diventata indipendente da Kodak nel 2012, ha iniziato un periodo sostenuto di crescita internazionale.
Nel gennaio 2014, con il sostegno di Investissement Québec, Cinesite ha annunciato l'apertura di studi di 27.000 piedi quadrati a Montreal e di una divisione di animazione per lungometraggi in quella sede.  L'obiettivo occupazionale iniziale è stato raggiunto con 18 mesi di anticipo, nell'agosto 2015. 
Nel luglio 2015, Cinesite ha annunciato l'acquisizione della compagnia di effetti visivi Image Engine, con sede a Vancouver, che ha vinto premi Emmy per i suoi effetti visivi in The Book of Boba Fett  e Il Trono di Spade (Game of Thrones) e ha anche ricevuto una candidatura all'Oscar per District 9 nel 2010.  
Nel marzo 2017, ha acquisito lo studio di animazione Nitrogen Studios con sede a Vancouver e nell'agosto 2018 lo studio tedesco di VFX TRIXTER.  
Nel giugno 2018, Cinesite è stata inserita nella classifica annuale del Sunday Times HSBC International Track 200, che classifica le aziende private più performanti del Regno Unito in base alla crescita internazionale. 
Nel 2022, la società ha annunciato una serie di ulteriori acquisizioni, a partire da L'Atelier Animation, con sede a Montreal, nel mese di luglio, che aveva prodotto film d'animazione e serie televisive dal 2012. 
Squeeze Studios ha seguito all'inizio di agosto, lo studio di effetti visivi FX3X, con sede nei Balcani, più tardi nello stesso mese  e a novembre Assemblage Entertainment a Mumbai.  
Nel maggio 2023, Cinesite ha acquistato una quota di maggioranza nello studio di produzione di motion capture The Imaginarium di Andy Serkis.  
Nel 2024 Cinesite è stata inserita nella prima edizione di Europe's Long-Term Growth Champions di Financial Times e Statista. L'elenco comprendeva 300 aziende in Europa con il più alto tasso di crescita annuo composto rivelato nei 10 anni fino al 2023, l'azienda si è classificata al numero 62. 

### Effetti visivi
Il gruppo di società di effetti visivi Cinesite comprende i servizi del proprio marchio e le società partner Image Engine, TRIXTER e FX3X.
Tra le produzioni cinematografiche di rilievo per cui Cinesite ha creato effetti visivi figurano
Matilda The Musical di Roald Dahl (Roald Dahl's Matilda the Musical), Black Panther: Wakanda Forever, No Time to Die e Avengers: Endgame. 
Cinesite ha completato il lavoro su tutti gli otto film del franchise di   Harry Potter, oltre a Animali fantastici e a nove film del franchise di  James Bond. 
Tra i lavori a episodi di Cinesite figurano Moon Knight, La Ruota del Tempo (The Wheel of Time)[16] e L'uomo che cadde sulla Terra (The Man Who Fell to Earth), candidato agli Emmy. 
Ha vinto un BAFTA craft award nel 2022 per la seconda stagione di The Witcher e ai premi Emmy per Generation Kill e Roma. 
Le nomination agli Emmy includono la prima stagione di American Gods e Band of Brothers - Fratelli al fronte (Band of Brothers).
Cinesite ha vinto un premio della Visual Effects Society nel 2021 per il suo lavoro sullo spettacolo di stunting su palcoscenico The Bourne Stuntacular degli Universal Studios Florida.  
Lo spettacolo ha vinto anche un premio della TEA (Themed Entertainment Association) che ha dichiarato: "L'alto livello di realizzazione tecnica e l'applicazione creativa nella creazione di un'esperienza spettacolare e coinvolgente rendono The Bourne Stuntacular un degno destinatario di questo onore." 
Lo studio ha vinto un BAFTA in Effetti speciali, visivi e grafici per il suo lavoro sulla seconda stagione di The Witcher ai British Academy Television Craft Awards del 2022.

### Animazione
L'8 febbraio 2016, Cinesite ha annunciato il lancio di una divisione dedicata ai lungometraggi d'animazione presso i suoi studi di Montréal. 
Da allora, ha lavorato con partner di produzione per completare C'era una volta il Principe Azzurro (Charming), Mamma, ho scoperto gli gnomi!  (Gnome Alone), Tappo - Cucciolo in un mare di guai (Trouble) e Il mio nome è Impavido (Fearless) per 3QU Media, Gli eroi del Natale (The Star) per Sony Pictures Animation ed Estinti.... o quasi (Extinct) per Huayi Brothers.
Oltre a fornire servizi di produzione per altri studi, Cinesite produce i propri film d'animazione attraverso Aniventure. 
Cinesite ha collaborato per la prima volta con River Productions per produrre Riverdance: l'avventura animata (Riverdance: The Animated Adventure), un adattamento cinematografico dell'omonimo spettacolo teatrale irlandese, poi ha assunto la produzione del lungometraggio Paws of Fury - La leggenda di Hank (Paws of Fury: The Legend of Hank). 
Recentemente ha completato Tartarughe Ninja - Caos mutante (Teenage Mutant Ninja Turtles: Mutant Mayhem) e Hitpig!, un adattamento libero del libro di Berkeley Breathed Pete & Pickles. 
Prossimamente produrrà l'adattamento cinematografico di La fattoria degli animali (Animal Farm), da tempo in fase di sviluppo, diretto da Andy Serkis e il musical senza titolo Puffi per la Paramount Animation.  
La società di animazione Nitrogen Studios, con sede a Vancouver, è stata ribattezzata Cinesite subito dopo la sua acquisizione da parte del gruppo nel marzo 2017. 
Da allora ha lavorato per la Metro-Goldwyn-Mayer a La famiglia Addams (The Addams Family) e La famiglia Addams 2 (The Addams Family 2).  
Nel 2022, Cinesite ha acquisito L'Atelier Animation, con sede a Montréal, e più tardi nel corso dell'anno ha acquistato quote di maggioranza in Squeeze Studio e Assemblage Entertainment.   

### Produzione virtuale
Nel maggio 2023, Cinesite ha deciso di investire in The Imaginarium Studios, una società di motion capture e produzione Virtuale con strutture presso i Pinewood Studios nel Regno Unito e i Trilith Studios ad Atlanta, in Georgia, USA.

### Esperienze immersive
Nel gennaio 2024, Cinesite ha annunciato  l'apertura di una divisione immersiva per la creazione di contenuti che spazieranno tra realtà virtuali, fisiche e miste, intrattenimento basato sulla localizzazione e giostre e attrazioni per parchi a tema. Lo studio ha inoltre confermato di aver avviato una collaborazione a lungo termine con Frameless Creative, la società che ha realizzato la più grande esperienza artistica multisensoriale permanente del Regno Unito e la prima a Londra. 
La società ha anche rivelato  di aver animato Forsaken, un cortometraggio ideato e diretto dal pluripremiato regista Roland Lane e sostenuto da Greenpeace e Arts Council England.  
Forsaken è stato proiettato sugli schermi avvolgenti da pavimento a soffitto di Outernet London per evidenziare l'estinzione di massa della vita sulla Terra.
Lo studio ha creato lo spettacolo acrobatico The Bourne Stuntacular per gli Universal Studios Florida. Il progetto ha vinto il premio Outstanding Visual Effects in a Special Venue Project ai Visual Effects Society awards. 

### Visualizzazione
Nel febbraio 2024, Cinesite ha annunciato   l'apertura di una nuova divisione “Cinesite VIS” per espandere i servizi di previs, produzione virtuale, techvis e postvis. 
La nuova divisione sta attualmente lavorando su progetti di lungometraggi come parte di un'offerta integrata, ma opererà anche come fornitore autonomo di servizi di visualizzazione.

## Filmografia

### Anni 90
| Anno | Film                                                                  | Regia        | Case di produzione                    | Distribuzione   |
| ---- | --------------------------------------------------------------------- | ------------ | ------------------------------------- | --------------- |
| 1996 | Space Jam                                                             | Joe Pytka    | Warner Bros. e Warner Bros. Animation | Warner Bros.    |
| 1996 | Le straordinarie avventure di Pinocchio (The Adventures of Pinocchio) | Steve Barron | New Line Cinema, Savoy Pictures       | New Line Cinema |

### Anni 2000
| Anno | Film                                                                                | Regia             | Case di produzione | Distribuzione             |
| ---- | ----------------------------------------------------------------------------------- | ----------------- | --- | ------------------------- |
| 2001 | Harry Potter e la pietra filosofale (Harry Potter and the Philosopher's Stone)      | Chris Columbus    | Warner Bros., Heyday Films e 1492 Pictures                                                                            | Warner Bros.              |
| 2002 | Harry Potter e la camera dei segreti (Harry Potter and the Chamber of Secrets)      | Chris Columbus    | Warner Bros., Heyday Films e 1492 Pictures                                                                            | Warner Bros.              |
| 2004 | Harry Potter e il prigioniero di Azkaban (Harry Potter and the Prisoner of Azkaban) | Alfonso Cuarón    | Warner Bros., Heyday Films e 1492 Pictures                                                                            | Warner Bros.              |
| 2004 | King Arthur                                                                         | Antoine Fuqua     | Touchstone Pictures, Jerry Bruckheimer Films                                                                          | Buena Vista International |
| 2004 | Troy                                                                                | Wolfgang Petersen | Warner Bros. Pictures, Radiant Productions e Plan B Entertainment                                                     | Warner Bros.              |
| 2005 | La fabbrica di cioccolato (Charlie and the Chocolate Factory)                       | Tim Burton        | Warner Bros. Pictures, Village Roadshow Pictures, The Zanuck Company, Plan B Entertainment, Theobald Film Productions | Warner Bros.              |
| 2005 | Harry Potter e il calice di fuoco (Harry Potter and the Goblet of Fire)             | Mike Newell       | Warner Bros. e Heyday Films                                                                                           | Warner Bros.              |
| 2005 | Guida galattica per autostoppisti (The Hitchhiker's Guide to the Galaxy)            | Garth Jennings    | Touchstone Pictures, Spyglass Entertainment, Hammer & Tongs Productions, Everyman Pictures                            | Buena Vista International |
| 2005 | V per Vendetta (V for Vendetta)                                                     | James McTeigue    | Warner Bros. Pictures, Silver Pictures, Virtual Studios, Anarchos Productions Inc., Vertigo DC Comics                 | Warner Bros.              |
| 2007 | La bussola d'oro (The Golden Compass)                                               | Chris Weitz       | New Line Cinema, Ingenious Film Partners, Scholastic Productions                                                      | New Line Cinema           |
| 2007 | Harry Potter e l'Ordine della Fenice (Harry Potter and the Order of the Phoenix)    | David Yates       | Warner Bros. e Heyday Films                                                                                           | Warner Bros.              |
| 2007 | Underdog - Storia di un vero supereroe (Underdog)                                   | Frederik Du Chau  | Walt Disney Pictures, Spyglass Entertainment e Classic Media                                                          | Buena Vista International |
| 2009 | Harry Potter e il principe mezzosangue (Harry Potter and the Half-Blood Prince)     | David Yates       | Warner Bros. e Heyday Films                                                                                           | Warner Bros.              |
| 2009 | Moon                                                                                | Duncan Jones      | Stage 6 Films, Liberty Films UK, Limelight e Xingu Films                                                              | Sony Pictures Classics    |

### Anni 2010
| Anno | Film                                                                                        | Regia                       | Case di produzione | Distribuzione                                                                   |
| ---- | ------------------------------------------------------------------------------------------- | --------------------------- | --- | ------------------------------------------------------------------------------- |
| 2010 | Scontro tra titani (Clash of the Titans)                                                    | Louis Leterrier             | Warner Bros. Pictures, Legendary Pictures, Thunder Road Pictures, The Zanuck Company                                                    | Warner Bros.                                                                    |
| 2010 | Harry Potter e i Doni della Morte - Parte 1 (Harry Potter and the Deathly Hallows - Part 1) | David Yates                 | Warner Bros. Pictures e Heyday Films | Warner Bros.                                                                    |
| 2010 | Prince of Persia - Le sabbie del tempo (Prince of Persia: The Sands of Time)                | Mike Newell                 | Walt Disney Pictures e Jerry Bruckheimer Films                                                                                          | Walt Disney Studios Motion Pictures                                             |
| 2011 | World Invasion (Battle: Los Angeles)                                                        | Jonathan Liebesman          | Columbia Pictures, Original Film e Relativity Media                                                                                     | Sony Pictures Entertainment                                                     |
| 2011 | Harry Potter e i Doni della Morte - Parte 2 (Harry Potter and the Deathly Hallows - Part 2) | David Yates                 | Warner Bros. Pictures e Heyday Films | Warner Bros.                                                                    |
| 2011 | Pirati dei Caraibi - Oltre i confini del mare (Pirates of the Caribbean: On Stranger Tides) | Rob Marshall                | Walt Disney Pictures e Jerry Bruckheimer Films                                                                                          | Walt Disney Studios Motion Pictures                                             |
| 2012 | John Carter                                                                                 | Andrew Stanton              | Walt Disney Pictures | Walt Disney Studios Motion Pictures                                             |
| 2012 | Skyfall                                                                                     | Sam Mendes                  | Metro-Goldwyn-Mayer, Columbia Pictures, EON Productions                                                                                 | Sony Pictures Entertainment                                                     |
| 2013 | Iron Man 3                                                                                  | Shane Black                 | Marvel Studios, DMG Entertainment | Walt Disney Studios Motion Pictures                                             |
| 2013 | World War Z                                                                                 | Marc Forster                | Plan B Entertainment, Skydance Media 2DUX², Hemisphere Media Capital e GK Films                                                         | Paramount Pictures                                                              |
| 2014 | 300 - L'alba di un impero (300: Rise of an Empire)                                          | Noam Murro                  | Warner Bros. Pictures, Legendary Pictures, Cruel and Unusual Films, Hollywood Gang Productions, Atmosphere Entertainment                | Warner Bros.                                                                    |
| 2014 | Edge of Tomorrow - Senza domani (Edge of Tomorrow)                                          | Doug Liman                  | Warner Bros. Pictures, Village Roadshow Pictures, RatPac-Dune Entertainment, Viz Media, 3 Arts Entertainment                            | Warner Bros.                                                                    |
| 2014 | Hercules - Il guerriero (Hercules)                                                          | Brett Ratner                | Paramount Pictures, Metro-Goldwyn-Mayer, Flynn Picture Company, Radical Studios, Film 44                                                | Paramount Pictures                                                              |
| 2014 | Into the Storm                                                                              | Steven Quale                | Broken Road Productions, New Line Cinema e Village Roadshow Pictures                                                                    | Warner Bros.                                                                    |
| 2015 | The Last Witch Hunter - L'ultimo cacciatore di streghe (The Last Witch Hunter)              | Breck Eisner                | Summit Entertainment, Mark Canton Productions, One Race Films, Goldmann Pictures                                                        | Lionsgate Entertainment                                                         |
| 2015 | Contagious - Epidemia mortale (Maggie)                                                      | Henry Hobson                | Inferno Entertainment, Silver Reel, Lotus Entertainment, Gold Star Films, Silver Lining Media Group                                     | Lionsgate Entertainment                                                         |
| 2015 | Operazione U.N.C.L.E. (The Man from U.N.C.L.E.)                                             | Guy Ritchie                 | Warner Bros. Pictures, Davis Entertainment, RatPac-Dune Entertainment                                                                   | Warner Bros.                                                                    |
| 2015 | Revenant - Redivivo (The Revenant)                                                          | Alejandro González Iñárritu | 20th Century Fox, Regency Enterprises, New Regency, RatPac-Dune Entertainment, Anonymous Content, M Productions, Appian Way Productions | 20th Century Fox                                                                |
| 2015 | San Andreas                                                                                 | Brad Peyton                 | New Line Cinema, Village Roadshow Pictures, RatPac-Dune Entertainment, Flynn Picture Company                                            | Warner Bros.                                                                    |
| 2015 | Spectre                                                                                     | Sam Mendes                  | Metro-Goldwyn-Mayer, Columbia Pictures, EON Productions                                                                                 | Sony Pictures Entertainment                                                     |
| 2016 | Assassin's Creed                                                                            | Justin Kurzel               | 20th Century Fox, New Regency, Ubisoft Entertainment, DMC Film, The Kennedy/Marshall Company                                            | 20th Century Fox                                                                |
| 2016 | Animali fantastici e dove trovarli (Fantastic Beasts and Where to Find Them)                | David Yates                 | Warner Bros. Pictures e Heyday Films | Warner Bros.                                                                    |
| 2016 | Independence Day - Rigenerazione (Independence Day: Resurgence)                             | Roland Emmerich             | 20th Century Fox, TSG Entertainment, Centropolis Entertainment, Electric Entertainment                                                  | 20th Century Fox                                                                |
| 2016 | Now You See Me 2                                                                            | Jon M. Chu                  | Lions Gate Entertainment, Summit Entertainment, TIK Films, K/O Paper Products                                                           | Lions Gate Entertainment                                                        |
| 2018 | Avengers: Infinity War                                                                      | Anthony e Joe Russo         | Marvel Studios | Walt Disney Studios Motion Pictures                                             |
| 2018 | L'uomo sul treno - The Commuter (The Commuter)                                              | Jaume Collet-Serra          | StudioCanal, The Picture Company, Ombra Films                                                                                           | Lions Gate Entertainment                                                        |
| 2018 | Il ritorno di Mary Poppins (Mary Poppins Returns)                                           | Rob Marshall                | Walt Disney Pictures, Marc Platt Productions, Lucamar Productions                                                                       | Walt Disney Studios Motion Pictures                                             |
| 2018 | Mute                                                                                        | Duncan Jones                | Liberty Films UK, Studio Babelsberg | Netflix                                                                         |
| 2018 | Robin Hood - L'origine della leggenda (Robin Hood)                                          | Otto Bathurst               | Summit Entertainment, Appian Way Productions, Thunder Road Films, Safehouse Pictures                                                    | Lions Gate Entertainment                                                        |
| 2018 | Zero                                                                                        | Aanand L. Rai               | Colour Yellow Productions, zRed Chillies Entertainment                                                                                  | Pen Marudhar Entertainment / Yash Raj Films / Zee Studios / Eveready Pictures / |
| 2019 | Avengers: Endgame                                                                           | Anthony e Joe Russo         | Marvel Studios | Walt Disney Studios Motion Pictures                                             |

### Anni 2020
| Anno | Film                                                                 | Regia                        | Case di produzione                                                                                      | Distribuzione                                             |
| ---- | -------------------------------------------------------------------- | ---------------------------- | --- | --------------------------------------------------------- |
| 2021 | Black Widow                                                          | Cate Shortland               | Marvel Studios                                                                                          | Walt Disney Studios Motion Pictures                       |
| 2021 | Space Jam: New Legends (Space Jam: A New Legacy)                     | Malcolm D. Lee               | Warner Bros. Animation, The SpringHill Company, Proximity Media                                         | Warner Bros.                                              |
| 2021 | Respect                                                              | Liesl Tommy                  | Metro-Goldwyn-Mayer, BRON Studios, Creative Wealth Media Finance e Glickmania                           | United Artists                                            |
| 2021 | No Time to Die                                                       | Cary Fukunaga                | Metro-Goldwyn-Mayer e EON Productions                                                                   | Universal Pictures                                        |
| 2021 | Spider-Man: No Way Home                                              | Jon Watts                    | Marvel Studios, Columbia Pictures, Pascal Pictures                                                      | Sony Pictures Entertainment                               |
| 2022 | Cyrano                                                               | Joe Wright                   | Metro-Goldwyn-Mayer, Bron Creative, Working Title Films                                                 | United Artists                                            |
| 2022 | Thor: Love and Thunder                                               | Taika Waititi                | Marvel Studios                                                                                          | Walt Disney Studios Motion Pictures                       |
| 2022 | RRR                                                                  | S. S. Rajamouli              | DVV Entertainment                                                                                       | HR Pictures                                               |
| 2022 | Black Panther: Wakanda Forever                                       | Ryan Coogler                 | Marvel Studios                                                                                          | Walt Disney Studios Motion Pictures                       |
| 2022 | Ticket to Paradise                                                   | Ol Parker                    | Working Title Films, Smokehouse Pictures, Red Om Films                                                  | Universal Pictures                                        |
| 2022 | Matilda The Musical di Roald Dahl (Roald Dahl's Matilda the Musical) | Matthew Warchus              | Netflix, TriStar Pictures, Working Title Films, Jellyfish Pictures, The Roald Dahl Story Company        | Netflix                                                   |
| 2023 | Tetris                                                               | Jon S. Baird                 | AI-Film, Apple TV+, Marv Films                                                                          | Apple TV+                                                 |
| 2023 | Peter Pan & Wendy                                                    | David Lowery                 | Walt Disney Pictures e Whitaker Entertainment                                                           | Disney+                                                   |
| 2023 | The Beanie Bubble - Inflazione da Peluche (The Beanie Bubble)        | Kristin Gore e Damian Kulash | Apple Studios e Imagine Entertainment                                                                   | Apple TV+                                                 |
| 2023 | Doggy Style - Quei bravi randagi (Strays)                            | Josh Greenbaum               | Lord Miller Productions, Picturestart e Rabbit Hole Productions                                         | Universal Pictures                                        |
| 2023 | Assassinio a Venezia (A Haunting in Venice)                          | Kenneth Branagh              | 20th Century Studios, Kinberg Genre, Scott Free Productions, TSG Entertainment, The Mark Gordon Company | 20th Century Studios, Walt Disney Studios Motion Pictures |
| 2023 | Scivolando sulla neve (Dashing Through The Snow)                     | Tim Story                    | Walt Disney Pictures, Will Packer Productions e Smart Entertainment                                     | Disney+                                                   |
| 2023 | The Family Plan                                                      | Simon Cellan Jones           | Apple Studios, Skydance Media e Municipal Pictures                                                      | Apple TV+                                                 |
| 2023 | Aquaman e il regno perduto (Aquaman and the Lost Kingdom)            | James Wan                    | Warner Bros., DC Entertainment, Domain Entertainment, Atomic Monster, The Safran Company                | Warner Bros.                                              |
| 2024 | Lift                                                                 | F. Gary Gray                 | 6th & Idaho Productions, Genre Films, Genre Pictures, Hartbeat Productions e Marzano Films              | Netflix                                                   |
| 2024 | Road House                                                           | Doug Liman                   | Metro-Goldwyn-Mayer, Silver Pictures                                                                    | Prime Video                                               |
| 2024 | The Fall Guy                                                         | David Leitch                 | 87North Productions, Entertainment 360 e Universal Pictures                                             | Universal Pictures                                        |
| 2024 | Blitz                                                                | Steve McQueen                | Apple Studios, Regency Enterprises, Working Title Films, Lammas Park                                    | Apple TV+                                                 |
| 2024 | The Union                                                            | Julian Farino                | Netflix, Closest to the Hole Productions                                                                | Netflix                                                   |
| 2025 | Warfare - Tempo di guerra (Warfare)                                  | Ray Mendoza e Alex Garland   | DNA Films                                                                                               | A24                                                       |
| 2025 | G20                                                                  | Patricia Riggen              | Amazon Studios, Big Indie Pictures, JuVee Productions, MRC Film, Mad Chance                             | Prime Video                                               |

### Anni 2000
| Anno      | Serie televisiva                                         | Showrunner/Autore                                | Case di produzione                                 | Distribuzione |
| --------- | -------------------------------------------------------- | ------------------------------------------------ | -------------------------------------------------- | ------------- |
| 2001      | Band of Brothers - Fratelli al fronte (Band of Brothers) | Erik Jendresen                                   | Playtone, DreamWorks Television, HBO Entertainment | HBO           |
| 2005-2007 | Roma                                                     | Bruno Heller, John Milius e William J. MacDonald | HBO, BBC Studios                                   | HBO           |
| 2008      | Generation Kill                                          | David Simon, Ed Burns, Evan Wright               | Company Pictures Blown Deadline Productions        | HBO           |

### Anni 2010
| Anno                 | Serie televisiva | Showrunner/Autore            | Case di produzione | Distribuzione |
| -------------------- | ---------------- | ---------------------------- | --- | ------------- |
| 2017-2021            | American Gods    | Bryan Fuller e Michael Green | Living Dead Guy Productions, FremantleMedia North America, J.A. Green Construction Corp., The Blank Corporation, Starz Originals | Starz         |
| 2018-2023            | Jack Ryan        | Carlton Cuse e Graham Roland | Genre Arts, Push, Boot., Paramount Television, Skydance Media, Platinum Dunes, Amazon Studios                                    | Prime Video   |
| 2018-2021            | Lost in Space    | Matt Sazama e Burk Sharpless | Legendary Television, Synthesis Entertainment, Applebox Pictures, Clickety-Clack Productions                                     | Netflix       |
| 2019 - in produzione | The Witcher      | Lauren Schmidt Hissrich      | Sean Daniel Company, Platige Image, Stillking Films, Cinesite, One of Us                                                         | Netflix       |

### Anni 2020
| Anno                 | Serie televisiva                                         | Showrunner/Autore             | Case di produzione                                                                                                  | Distribuzione |
| -------------------- | -------------------------------------------------------- | ----------------------------- | --- | ------------- |
| 2020 - 2022          | Avenue 5                                                 | Armando Iannucci              | Dundee Productions                                                                                                  | HBO           |
| 2020 - 2022          | Locke & Key                                              | Joe Hill                      | Genre Arts, Hard A Productions, Circle of Confusion, IDW Entertainment                                              | Netflix       |
| 2020                 | Dark (terza stagione)                                    | Baran bo Odar e Jantje Friese | Wiedemann & Berg Television                                                                                         | Netflix       |
| 2021 - 2022          | Fate: The Winx Saga                                      | Brian Young                   | Archery Pictures, Young Blood Productions, Rainbow                                                                  | Netflix       |
| 2021                 | Tribes of Europa                                         | Philip Koch                   | W&B Television | Netflix       |
| 2021                 | The North Water                                          | Andrew Haigh                  | See-Saw Films e Rhombus Media                                                                                       | AMC+          |
| 2021-2025            | La Ruota del Tempo (The Wheel of Time)                   | Rafe Lee Judkins              | Radar Pictures, iwot productions, Little Island Productions, Long Weekend, Sony Pictures Television, Amazon Studios | Prime Video   |
| 2022-2024            | Halo                                                     | Kyle Killen e Steven Kane     | Chapter Eleven, One Big Picture, Amblin Television, 343 Industries, Showtime Networks, Paramount Television Studios | Paramount+    |
| 2022                 | Moon Knight                                              | Jeremy Slater                 | Marvel Studios | Disney+       |
| 2022                 | L'ultimo bus del mondo (The Last Bus)                    | Paul Neafcy                   | Wild Seed Studios                                                                                                   | Netflix       |
| 2022                 | L'uomo che cadde sulla Terra (The Man Who Fell to Earth) | Jenny Lumet e Alex Kurtzman   | Secret Hideout, Timberman/Beverly, StudioCanal, CBS Studios                                                         | Showtime      |
| 2023 - in produzione | Hijack - Sette ore in alta quota (Hijack)                | George Kay e Jim Field Smith  | 60Forty Films, Archery Pictures, Green Door Pictures, Idiotlamp Productions                                         | Apple TV+     |
| 2024                 | True Detective (quarta stagione)                         | Issa López                    | HBO Entertainment                                                                                                   | HBO           |
| 2024                 | Kaos                                                     | Charlie Covell                | Anthem Productions Limited e Sister                                                                                 | Netflix       |
| 2024                 | Nautilus                                                 | James Dormer                  | Moonriver TV, Seven Stories                                                                                         | Prime Video   |

### Animazione

#### Cortometraggi
| Anno | Film             | Regia           | Case di produzione                                        |
| ---- | ---------------- | --------------- | --------------------------------------------------------- |
| 2013 | Beans            | Alvise Avati    | Aniventure                                                |
| 2021 | Mila (2021 film) | Cinzia Angelini | Aniventure, Peppermax films, Pixel Cartoon e IbiscusMedia |

### Anni 2010
| Anno | Film                                           | Regia                        | Case di produzione                                                                             | Distribuzione               |
| ---- | ---------------------------------------------- | ---------------------------- | ---------------------------------------------------------------------------------------------- | --------------------------- |
| 2017 | Mamma, ho scoperto gli gnomi! (Gnome Alone)    | Peter Lepeniotis             | Vanguard Animation e 3QU Media                                                                 | Netflix                     |
| 2017 | Gli eroi del Natale (The Star)                 | Timothy Reckart              | Columbia Pictures, Sony Pictures Animation, Franklin Entertainment, Walden Media, Affirm Films | Sony Pictures Entertainment |
| 2018 | C'era una volta il Principe Azzurro (Charming) | Ross Venokur                 | Vanguard Animation, 3QU Media e WV Enterprises                                                 | Netflix                     |
| 2019 | Tappo - Cucciolo in un mare di guai (Trouble)  | Kevin Johnson                | Vanguard Animation, 3QU Media e WV Enterprises                                                 | Netflix                     |
| 2019 | La famiglia Addams (The Addams Family)         | Greg Tiernan e Conrad Vernon | BermanBraun, Metro-Goldwyn-Mayer, Nitrogen Studios Canada                                      | United Artists              |

### Anni 2020
| Anno | Film                                                                          | Regia                                     | Case di produzione                                                                          | Distribuzione |
| ---- | ----------------------------------------------------------------------------- | ----------------------------------------- | ------------------------------------------------------------------------------------------- | --- |
| 2020 | Il mio nome è Impavido (Fearless)                                             | Cory Edwards                              | Vanguard Animation, 3QU Media                                                               | Netflix |
| 2021 | Estinti.... o quasi (Extinct)                                                 | David Silverman                           | China Lion, HB Wink Animation, Huayi Brothers Tolerable Entertainment e Timeless Films      | Netflix |
| 2021 | Riverdance: l'avventura animata (Riverdance: The Animated Adventure)          | Dave Rosenbaum e Eamonn Butler            | Aniventure e River Productions                                                              | Sky (Regno Unito e Irlanda) Netflix (Stati Uniti d'America)                                                                     |
| 2021 | La famiglia Addams 2 (The Addams Family 2)                                    | Greg Tiernan e Conrad Vernon              | BermanBraun, Metro-Goldwyn-Mayer, Nitrogen Studios Canada                                   | United Artists |
| 2022 | Paws of Fury - La leggenda di Hank (Paws of Fury: The Legend of Hank)         | Rob Minkoff, Mark Koetsier e Chris Bailey | Flying Tigers Entertainment, Align, GFM Animation, HB Wink Animation, Aniventure e Cinesite | Sky (Regno Unito e Irlanda) Paramount Pictures (sotto Nickelodeon Movies in alcuni territori selezionati) Huayi Brothers (Cina) |
| 2023 | Tartarughe Ninja - Caos mutante (Teenage Mutant Ninja Turtles: Mutant Mayhem) | Jeff Rowe                                 | Nickelodeon Movies e Point Grey Pictures                                                    | Paramount Pictures |
| 2024 | Hitpig!                                                                       | David Feiss e Cinzia Angelini             | Aniventure e Rosebud Enterprises                                                            | Kazoo Films (Regno Unito e Irlanda) Viva Pictures (Stati Uniti d'America) VVS Films (Canada)                                    |
| 2025 | I Puffi - Il film                                                             | Chris Miller                              | Paramount Animation                                                                         | Paramount Pictures |

| Serie televisiva | Data di uscita                  | Showrunner/Autore | Case di produzione                           | Distribuzione |
| ---------------- | ------------------------------- | ----------------- | -------------------------------------------- | ------------- |
| 2024             | Iwájú: City of Tomorrow (Iwájú) | Olufikayo Adeola  | Walt Disney Animation Studios e Kugali Media | Disney+       |